# Chủ nghĩa lãng mạn

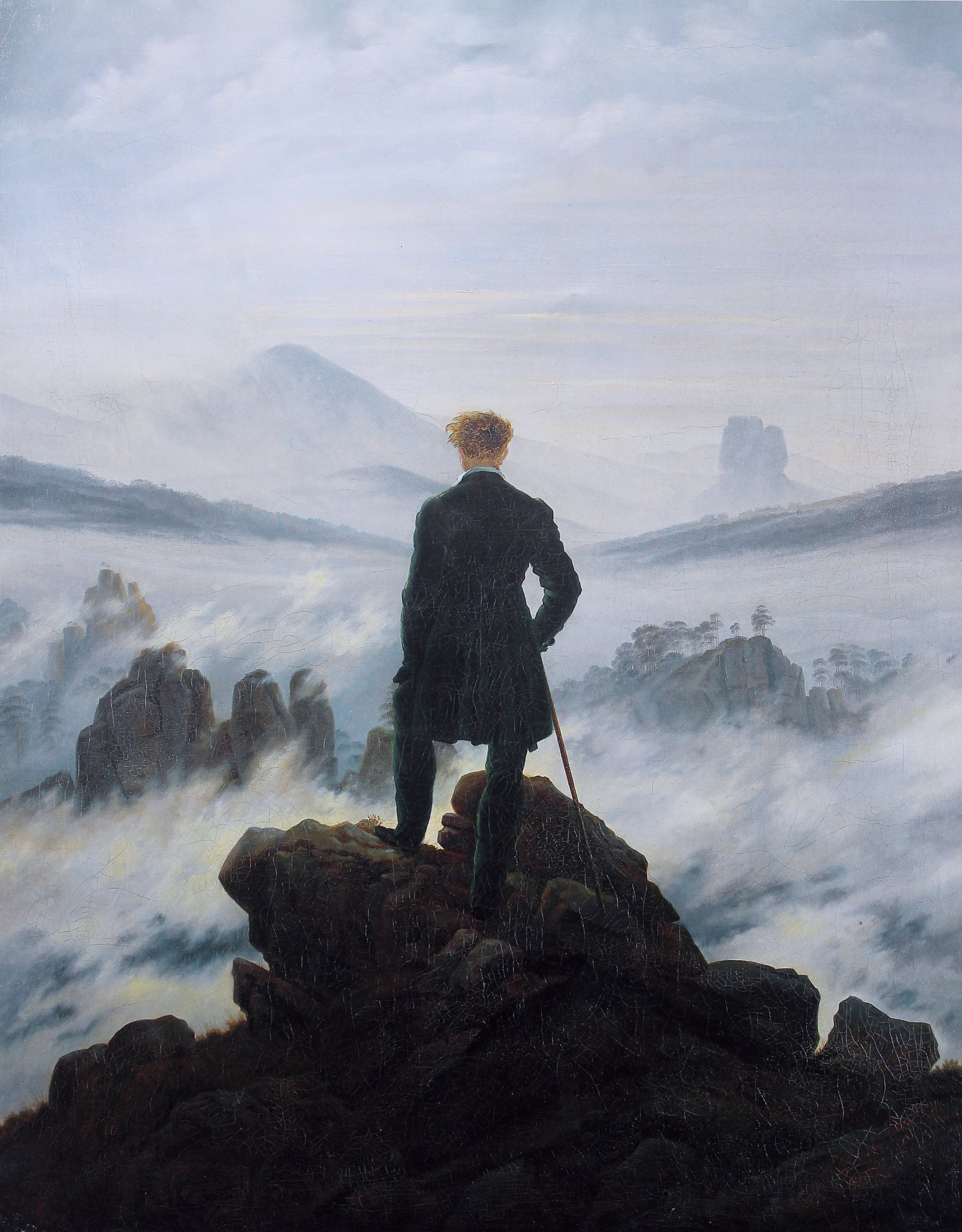
Caspar David Friedrich, Kẻ lãng du trên biển sương mù, 38.58 × 29.13 inches, 1818, tranh sơn dầu, Kunsthalle Hamburg

Eugène Delacroix, Nữ thần Tự do dẫn dắt nhân dân 1830

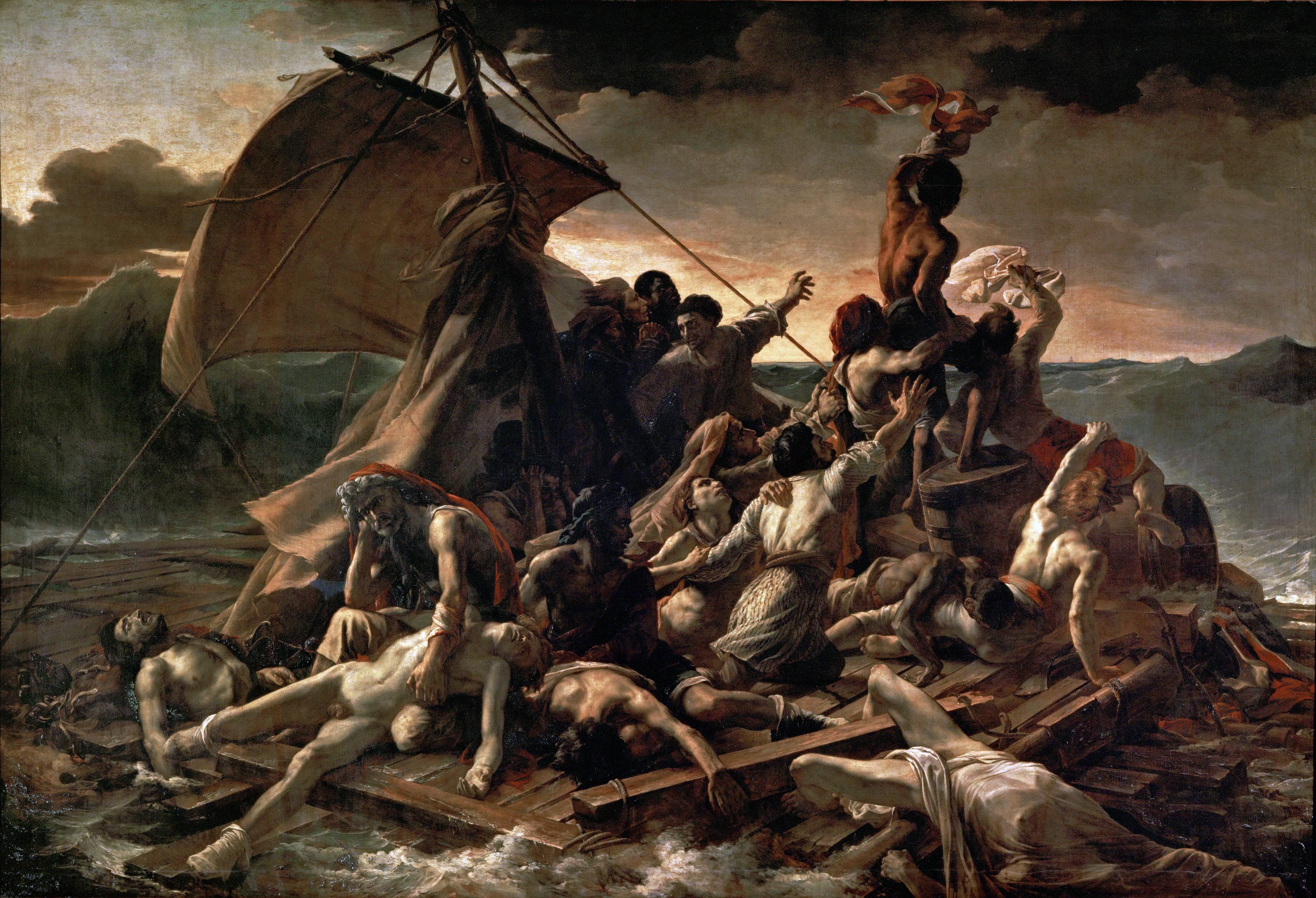
Théodore Géricault, Chiếc bè của chiến thuyền Méduse, 1819

Chủ nghĩa lãng mạn vừa là trào lưu văn học, vừa là phương pháp sáng tác, mang một nội dung lịch sử xã hội-cụ thể, được hình thành ở Tây Âu sau Cách mạng tư sản Pháp năm 1789. Chủ nghĩa lãng mạn chia làm hai khuynh hướng: lãng mạn tích cực và lãng mạn tiêu cực, nhưng giữa chúng vẫn có mối liên hệ qua lại khá phức tạp.

## Thuộc tính "lãng mạn"
Lãng mạn được hiểu theo nghĩa chiết tự là sóng tràn bờ, chỉ một sự phóng khoáng, tự do, vượt lên trên mọi ràng buộc. Xung quanh từ lãng mạn có rất nhiều thuật ngữ khác nhau mà chủ nghĩa lãng mạn chỉ là một trong số đó như: "phương thức lãng mạn", "hình thái lãng mạn", "tính chất lãng mạn"...
Phương thức lãng mạn là kiểu sáng tác tái tạo, là một trong hai kiểu sáng tác chính của lịch sử văn học bên cạnh kiểu sáng tác tái hiện theo cách gọi của Friedrich Engels.
Hình thái lãng mạn là khái niệm đặc thù được Georg Wilhelm Friedrich Hegel dùng để đối lập với hình thái tượng trưng trong lịch sử phát triển nghệ thuật.
Tính chất lãng mạn là một thuộc tính thẩm mỹ biểu hiện chủ yếu ở chỗ vươn lên trên thực tại và đã hình thành trong lịch sử sáng tác văn học. Lãng mạn cùng với trữ tình là hai phạm trù nghệ thuật nằm trên những bình diện khác nhau: đối lập với lãng mạn là hiện thực, đối lập với trữ tình là tự sự. Trữ tình là kết quả của việc biểu hiện cảm xúc, tâm trạng chủ quan của con người, do phản ánh ước mơ và khát vọng của con người nên thường vươn lên trên thực tại. Vì vậy, trữ tình và lãng mạn dù khác nhau nhưng thường đi đôi với nhau.

## Cơ sở ra đời

### Cơ sở xã hội

Francisco Goya, Ngày 3 tháng 5 năm 1808, 1814

Cuộc Cách mạng tư sản Pháp năm 1789 đã đánh đổ chế độ phong kiến. Sự kiện này là một bước ngoặt vĩ đại không chỉ đối với Pháp mà còn đối với cả Châu Âu. Chính sự sụp đổ của chế độ phong kiến và sự hình thành quan hệ xã hội mới đã tác động sâu sắc đến tư tưởng tình cảm của mọi tầng lớp trong xã hội.
Đối với lớp người thuộc ý thức hệ quý tộc (lớp người cũ), họ cảm thấy bất mãn với trật tự xã hội mới (các đặc quyền, đặc lợi của họ trước kia hoàn toàn mất sau cuộc cách mạng này), lo sợ trước các phong trào quần chúng, hoang mang vì tương lai mờ mịt đồng thời luyến tiếc thời oanh liệt không còn nữa. Một bộ phận tầng lớp tiểu tư sản bị phá sản khi cách mạng nổ ra nên họ có tâm trạng bi đát.
Đối với lớp người ủng hộ và đặt hy vọng vào cuộc cách mạng thì họ cảm thấy thất vọng (cái họ chống đối không phải là lý tưởng cách mạng mà là thành quả thực tế của cuộc cách mạng không như họ mong muốn). Chính những phản ứng đối với xã hội thực tại của họ đã sản sinh ra chủ nghĩa lãng mạn.
Friedrich Engels cũng đã có nhận xét. Vì những cơ cấu mới tưởng như hợp lý hơn so với trước kia, thì lại hoàn toàn không hợp lý... Phương châm bác ái được thực hiện bằng những trò lừa bịp, đố kị trong cạnh tranh...". Sau Cách mạng Pháp, thế lực quý tộc cũ nổi dậy, tầng lớp dân chủ cấp tiến vươn lên. Nên khuynh hướng lãng mạn tiêu cực ra đời sớm hơn khuynh hướng lãng mạn tích cực.

### Cơ sở tư tưởng
Chủ nghĩa lãng mạn chịu ảnh hưởng của chủ nghĩa xã hội không tưởng, nhưng chia làm hai khuynh hướng:
- Chủ nghĩa lãng mạn tiêu cực:

Là sự phản ánh ý thức hệ của giai cấp bị Cách mạng tư sản tước đoạt quyền lợi và đẩy ra khỏi đời sống chính trị. Những nhà văn lãng mạn xuất thân từ tầng lớp quý tộc thường tìm tới thời Trung cổ, thời hoàng kim của chế độ phong kiến, hướng tới lý tưởng về cuộc sống đẹp đẻ êm đềm của thời xưa cũ. Khuynh hướng lãng mạn tiêu cực này mơ ước khôi phục lại chế độ cũ và đức tin đối với nhà thờ để truyền bá thuyết Thần bí về thế giới. Chủ nghĩa lãng mạn tiêu cực chịu sự tác động của
- Chủ nghĩa lãng mạn tích cực:

Chủ nghĩa lãng mạn tích cực gắn liền với tâm trạng quần chúng nhân dân đang bất mãn trước những hệ quả của cuộc Cách mạng tư sản Pháp. Nhưng họ cũng mơ ước một lai tốt đẹp hơn thực tại mà họ đang sống, nơi đó con người được giải phóng khỏi mọi áp bức bất công. Chủ nghĩa lãng mạn tích cực chịu sự ảnh hưởng của hai nhà tư tưởng của chủ nghĩa xã hội không tưởng, họ "nhìn vào chiều hướng của sự phát triển thực tại", nhưng thực tế họ đã đi trước sự phát triển của thực tại.

## Các nguyên lý cơ bản

### Đề cao mộng tưởng
Chủ nghĩa lãng mạn là sự phản ứng chống lại xã hội đương thời, con người muốn thoát li thực tế tìm đến một thế giới khác giúp con người quên đi cuộc sống mà họ cảm thấy chán ghét, vẽ ra một cuộc sống làm thỏa mãn "cái tôi" bị tổn thương của con người, nên thế giới trong chủ nghĩa lãng mạn là thế giới mộng tưởng. Tùy vào sự phản ứng khác nhau của hai khuynh hướng tiêu cực và tích cực.
Đối với những người lãng mạn tiêu cực thì họ có thái độ bi quan trốn chạy cuộc đời, họ thường tìm về quá khứ vào mộng ảo hay thu mình vào "cái tôi" bí ẩn, thiên định về cuộc đời, về ái tình, về cái chết (Nỗi đau của chàng Werther của Johann Wolfgang von Goethe).
Đối với những người lãng mạn tích cực thì họ không hòa hoãn thỏa hiệp với thực tại mà họ mong muốn thiết lập nên một xã hội mới đảm bảo hạnh phúc cho con người, họ thường vẽ nên một xã hội lý tưởng (Nhà thờ đức bà Paris, Những người khốn khổ của Victor Hugo).

### Đề cao tình cảm
Chủ nghĩa lãng mạn còn được gọi là chủ nghĩa tình cảm, vì ở đây tình cảm của con người được biểu hiện rõ rệt nhất. Vì vậy, chủ nghĩa lãng mạn chính là sự phản ứng chống lại chủ nghĩa cổ điển vốn đề cao và tôn sùng lý trí với những quy tắc tam duy nghiêm ngặt (không đề cập đến tình cảm của con người, không đưa thiên nhiên vào tác phẩm...) đã siết chặt tính sáng tạo và tình cảm của con người. Trong chủ nghĩa lãng mạn tình yêu của con người được khai thác ở mọi phương diện, thiên nhiên được phản ánh một cách sinh động nhất, trở thành nơi phản ánh nội tâm và nuôi dưỡng tình cảm.

### Đề cao sự tự do
Vì đề cao mộng tưởng và tình cảm nên con người muốn hướng đến một cuộc sống tự do, thoát khỏi mọi ràng buộc. Ở chủ nghĩa lãng mạn người nghệ sĩ được trả lại tất cả mọi quyền tự do để họ thỏa sức sáng tạo và tưởng tượng. Nên đa số các tác phẩm của họ hướng đến cái khoáng đạt phi thường, vì chủ nghĩa lãng mạn không chấp nhận những quy định nghiêm ngặt (đôi khi vô lý), nên nó đã tự cho phép mình đạt đến sự tự do tuyệt đối.

## Chủ nghĩa lãng mạn trong văn chương
Sự hình thành và phát triển của văn học lãng mạn Pháp trong thế kỷ 19 có thể được diễn trình như sau:
Xã hội Pháp trước Cách mạng Pháp phân hoá làm 3 đẳng cấp (tu sĩ, quý tộc, bình dân) đã tạo nên sự bất bình đẳng sâu sắc, bất hợp lý về cơ cấu kinh tế, xã hội, văn hoá tinh thần, tư pháp, chính trị, giáo dục.
Triều đình Louis XVI của Pháp sống xa xỉ và phung phí đã dẫn đến khủng hoảng tài chính rồi khủng hoảng chính trị.
Cuộc Cách mạng Pháp với khẩu hiệu "Tự do - Bình đẳng - Bác ái" là mơ ước của nhân dân Pháp, nhưng họ đã hoàn toàn tan vỡ khi họ phải chứng kiến một thời kỳ dài đầy biến động liên tiếp: Quốc ước hội nghị (1792-1795) thành lập Đệ nhất cộng hoà, Chấp chánh hội nghị (1795-1799), Chế độ Tổng tài (1799-1804), sự kiện 1793 (phái Jacobin cực đoan nắm quyền với chính sách tàn sát đẫm máu).
Năm 1804 Napoléon Bonaparte làm cuộc chính biến thành lập Đế chế thứ nhất và lên ngôi hoàng đế. Đế chế thứ nhất kéo dài 10 năm (1804-1814) với những sự kiện đáng chú ý: sự ra đời của bộ dân luật (code civil), chiến thắng Austerlitz năm 1805..., đây là những niềm tự hào của Đế chế.
Sự tan vỡ của huyền thoại Napoléon về khát vọng anh hùng, khát vọng chiến thắng được phản ánh trong nhiều tác phẩm lãng mạn và hiện thực đương thời như: Chiến tranh và Hoà bình, Tội ác và trừng phạt...
Sự tái lập chế độ phong kiến với triều đình nhà Bourbons từ năm 1815 đến 1830, rồi đến chế độ quân chủ tư sản của Louis-Philippe I từ 1830 đến 1848.
Cách mạng Pháp không theo con đường "Tự do - Bình đẳng - Bác ái" như khẩu hiệu đề ra làm cho nhiều tầng lớp (quý tộc, trí thức, bình dân...) đều thất vọng. Chính những điều trên đã dẫn đến hiện tượng phủ nhận thực tại sau cách mạng thể hiện qua nhiều thái độ khác nhau. Sự phủ nhận của các tầng lớp nhân dân đối với xã hội mới thiết lập sau Cách mạng Pháp do nhiều nguyên nhân khác nhau: sự thất vọng sâu xa về cơ chế xã hội đã không đáp ứng được khát vọng tự do, dân chủ và hạnh phúc của nhân dân. Từ đó dẫn đến nhiều thái độ khác nhau trước thực tế xã hội và trong sáng tác văn học, đồng thời đây cũng là tiền đề lịch sử dẫn đến sự ra đời của văn học lãng mạn Pháp.
"Chủ nghĩa lãng mạn là phản ứng đầu tiên đối với Cách mạng Pháp và tư tưởng khai sáng gắn liền với cuộc cách mạng đó." (Karl Marx)
"Chủ nghĩa lãng mạn là sự ghê tởm đối với thực tại và nguyện vọng muốn thoát ra khỏi thực tại đó." (Emile Faguet)

## Tiền đề văn hóa tinh thần
Ảnh hưởng bởi tư tưởng ánh sáng:
Thế kỷ ánh sáng, khoảng thế kỷ 18, là một thế kỷ mà văn chương Pháp đã dành trọn thời gian để hướng về mục tiêu khai sáng, đổi mới nền văn hóa tinh thần của nước Pháp. Đây là thế kỷ của văn chương triết học, văn chương chính luận và bút chiến; đặc biệt văn chương còn hướng về mục tiêu chống phong kiến, chống lại cơ chế văn hóa tinh thần trung đại, cổ vũ cho một nền văn học mới với những mục tiêu nhân bản mới. Các nguyên lý cơ bản của tư tưởng ánh sáng:
- Dựa trên nền tảng chính là nguyên lý tự do tri thức và duy lý (tính duy lý này không phải là tính duy lý của chủ nghĩa cổ điển). Nguyên lý này ảnh hưởng đến sự ra đời của khái niệm "cái tôi cá nhân"
- Chống định kiến đề cao suy tư khách quan, chống tinh thần tiên nghiệm, không dùng một nguyên lý duy nhất để giải thích mọi sự kiện.
- Tách rời niềm tin tôn giáo khỏi tri thức con người.
- Thích thực nghiệm, cổ vũ tìm tòi kiến thức.

## Thể hiện
Chủ nghĩa lãng mạn trong văn chương được thể hiện rõ nét qua các phương diện:

### Đề tài
Không phân biệt đề tài cao cả hay thấp hèn, đẹp hay xấu. Nếu trong chủ nghĩa cổ điển đề tài là cảnh sống giàu có, hành động đấu tranh cho lý tưởng cao cả của những ông hoàng bà chúa hoàn toàn không đề cập đế những khía cạnh đời sống của những tầng lớp dưới(những người bình dân). Thì ở chủ nghĩa lãng mạn mọi vấn đề của cuộc sống, mọi tầng lớp trong xã hội đều ngang nhau trở thành đề tài cho văn học nghệ thuật.

### Nhân vật
Mọi người dù ở bất kỳ tầng lớp xã hội nào cũng đều được phản ánh qua các tác phẩm của chủ nghĩa lãng mạn, không phân biệt giai cấp, mọi người đều có quyền bước chân vào văn học. Văn học lãng mạn đã thành công khi thể hiện hình ảnh "đám đông" quần chúng với những kiếp người đau khổ. Vd: Hình ảnh đám đông trong Nhà thờ đức bà Paris của Victor Hugo.

### Thể loại
Chủ nghĩa lãng mạn trong văn học không có sự phân biệt thiếu dân chủ (như trong chủ nghĩa cổ điển) không phân chia thể loại cao cả và thấp hèn, nhưng thể loại thích hợp và được sử dụng nhiều hơn cả là thơ trữ tình và tiểu thuyết.

### Ngôn ngữ
Câu văn trở nên linh hoạt, thủ pháp nghệ thuật được sử dụng nhiều hơn.

## Một số tác phẩm tiêu biểu

### Văn học Pháp
René của François-René de Chateaubriand; Alphonse de Lamartine với tập thơ Trầm tư; Alfred de Musset với truyện ngắn Lời bộc bạch của những đứa con thời đại; George Sand với tiểu thuyết Cái đầm ma; Victor Hugo với tập thơ Tia sáng và bóng tối, tiểu thuyết Nhà thờ đức bà Paris, Những người khốn khổ, kịch Hernani.

### Văn học Anh
Tên cướp Biển, Don Juan... G.Gordon Byron.

### Văn học Đức
Những tên cướp (1771),... của Friedrich Schiller.

### Văn học Việt Nam
Phong trào thơ Mới, tiểu thuyết của nhóm Tự lực văn đoàn giai đoạn 1930-1945.

### Văn học Nhật Bản
Thành tựu văn xuôi lãng mạn Nhật Bản có thể kể đến một số truyện ngắn của Mori Ōgai thời kỳ đầu như Maihime (Vũ nữ, 1890), Utakata no Ki (Chuyện người ca kỹ, 1890) và Fumizukai (Người đưa thư, 1891). Kōda Rohan với Tsuyu dandan (Sương rơi giọt giọt, 1889), Tsuji joruri (Phố Joruri, 1891), Nemimi (Tiếng sét, 1891), Furyu Satori (Ánh sáng dịu dàng), Ikkoken (Thanh kiếm, 1890), Goju no to (Tháp năm tầng, 1891), Hige otoko (Người đàn ông mang râu, 1896) v.v.; Higuchi Ichiyō với Nigorie (Khe nước đục, 1895), Jūsanya (Đêm mười ba, 1895) Takekurabe (Một mùa thơ dại, in trên Bungakukai, 1/1895-1/1896). Izumi Kyōka với Teriha kyōgen (Cô đào trên sân khấu Kyōgen Teriha, 1895), Kōya hijiri (Nhà ẩn tu núi Kōya, 1900).
Về thi ca, đáng chú ý với trường hợp Kitamura Tōkoku và các thi tuyển Soshū noshi ("Sở tù thi", thơ của người tù nước Sở, 1889), Hōraikyoku (Bồng Lai khúc, 1891); Shimazaki Tōson và những tập thơ như Wakana shū (Rau non, 1897), Hitohabune (Thuyền một lá, 1898), Natsukusa (Cỏ mùa hè, 1898), Rakubai shū (Hoa mận rơi, 1901); Yosano Akiko và thi tuyển Midare gami (Tóc rối, 1901).